# 东北九城
东北九城（동북 9성）是指於1107年至1109年、高丽在其占领的女真聚集区设立的统治机构，位於今朝鲜民主主义人民共和国咸镜南道。

## 背景
完颜部女真部落兴起后，以完颜部为核心的女真部落联盟要统一曷懒甸的女真部落，“曷懒甸诸部尽欲来附”。对此，高丽不安，“恐近于己而不利也，使人邀止之”，高丽则要向曷懒甸“拓土开边” ，双方的冲突势难避免。1104年二月，高丽将领林干等率兵由定州出关侵入曷懒甸，遭女真军痛击，高丽战败，不过在尹瓘的游说之下，女真休战。后高丽改派尹灌为‘东北面行营都统’，再次率兵入侵曷懒甸，遭顽强抗击。高丽军“ 陷没死伤者过半，势不能振，遂卑辞讲和，结盟而还”。尹瓘向高丽肃宗请命重组高丽军队并培训一支精锐部队。

## 过程

公嶮鎭定界碑，拓境立碑圖，女眞族對戰勝戰記念圖

1107年，尹瓘率1万7千人的重组部队攻打女真并最终取胜。尹瓘在夺取的土地上（朝鲜半岛东北部）修建了9座城堡，分别是：咸州（함주）：今朝鲜咸兴、英州（영주）：今新兴郡加平面东兴里、雄州（웅주）：今咸兴郡西退潮面城洞里、吉州（길주）：今洪原郡鹤泉面天鸡峰山城、福州（복주）：今新兴郡朝阳面塔洞里、公嶮鎭（공험진）：今咸兴郡德山面上岱里山城、通泰镇（통태진）；今咸兴郡云田面云城里、崇宁镇（숭녕진）：今咸兴郡川西面云兴里、真阳镇（진양진）：今咸兴郡上岐川面五老里。与此同时，高丽还在咸州设置了大都督府，以加强对新占领地区的军事统治。高丽设立公嶮鎭定界碑，对此地宣誓主权。
1108年，高丽宫廷大臣争斗。高丽睿宗令尹瓘撤兵。高丽反对派甚至要尹瓘将九城归还女真。
从1108年至1109年，乌雅束指挥女真军收复失地曷懒甸。高丽军议和，‘宋崇宁三年，女真将石适欢破高丽于曷懒甸之境，追入辟登水，逐其残众。高丽惧而请和。'“约以还逋逃之人，退九城之军，复所侵故地”。1109年秋，高丽从曷懒甸撤军，尹瓘后被撤职并入狱，次年释放，尹瓘拒绝复职，一年后去世。

## 事后
此后这一地区一直由辽国女真控制。后由金朝、元朝管辖。高丽和朝鲜王朝在明朝初期以“九城”之说向明朝索要领土，“九城”之说是高丽欲北扩领土的借口。但明朝予以承认，明成祖曰：「朝鲜之地、亦朕度内，朕何争焉」；出让给朝鲜。

## 争议
九城的位置存在一些争议。一般的观点认为是在今朝鲜的咸兴市。但是今天咸兴市从1019年第3次辽国高丽战争后作为进攻和控制朝鲜半岛的军事重镇理应被辽国控制，故而尹瓘所建九城可能在咸兴市西部的平安南道。韩国民族主义者如申采浩认为在图们江以北。